# Herman De Croo

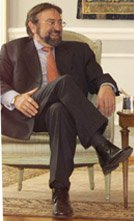
Herman De Croo, 2001

Herman Francies Joseph De Croo (* 12. August 1937 in Opbrakel) ist ein belgischer Politiker und ein Vertrauter des Königs Albert II. Er beendete sein Studium 1961 in der Université Libre de Bruxelles. Von 1999 bis 2007 war er Präsident der belgischen Abgeordnetenkammer; zuvor gehörte er dem belgischen Senat an. Er ist der gegenwärtige Bürgermeister von Brakel.
De Croo wurde 1968 zum Mitglied der belgischen Abgeordnetenkammer gewählt für die PVV-PLP. Durch den ständigen Wechsel der Regierung war De Croo Minister des Transportes und des Außenhandels; Minister des Transportes, der Postdienste, der Telegrafie und der Telefonie; Erziehungsminister und Minister von Postdiensten, von Telegrafie, von Telefonie und von Pensionen.
Herman De Croo ist der Vater des Politikers Alexander De Croo (Open VLD), der von Anfang Oktober 2020 bis Februar 2025 Premierminister Belgiens war.

## Bibliografie
- Parlement et Gouvernement (1965)
- Het Parlement aan het werk, de taak van de hedendaagse vertegenwoordiging" (1966)
- België/Belgique : Service Nation (1985 and 1988)
- De wereld volgens Herman De Croo (1999)